# Zegerscappel
 Zegerscappel  es una población y comuna francesa, en la región de Alta Francia, departamento de Norte, en el distrito de Dunkerque y cantón de Wormhout.

## Demografía
| Gráfica de evolución demográfica de Zegerscappel entre 2005 y 2018 |
|                                                                    |

Fuentes: INSEE.